# Condado de Boone (Kentucky)

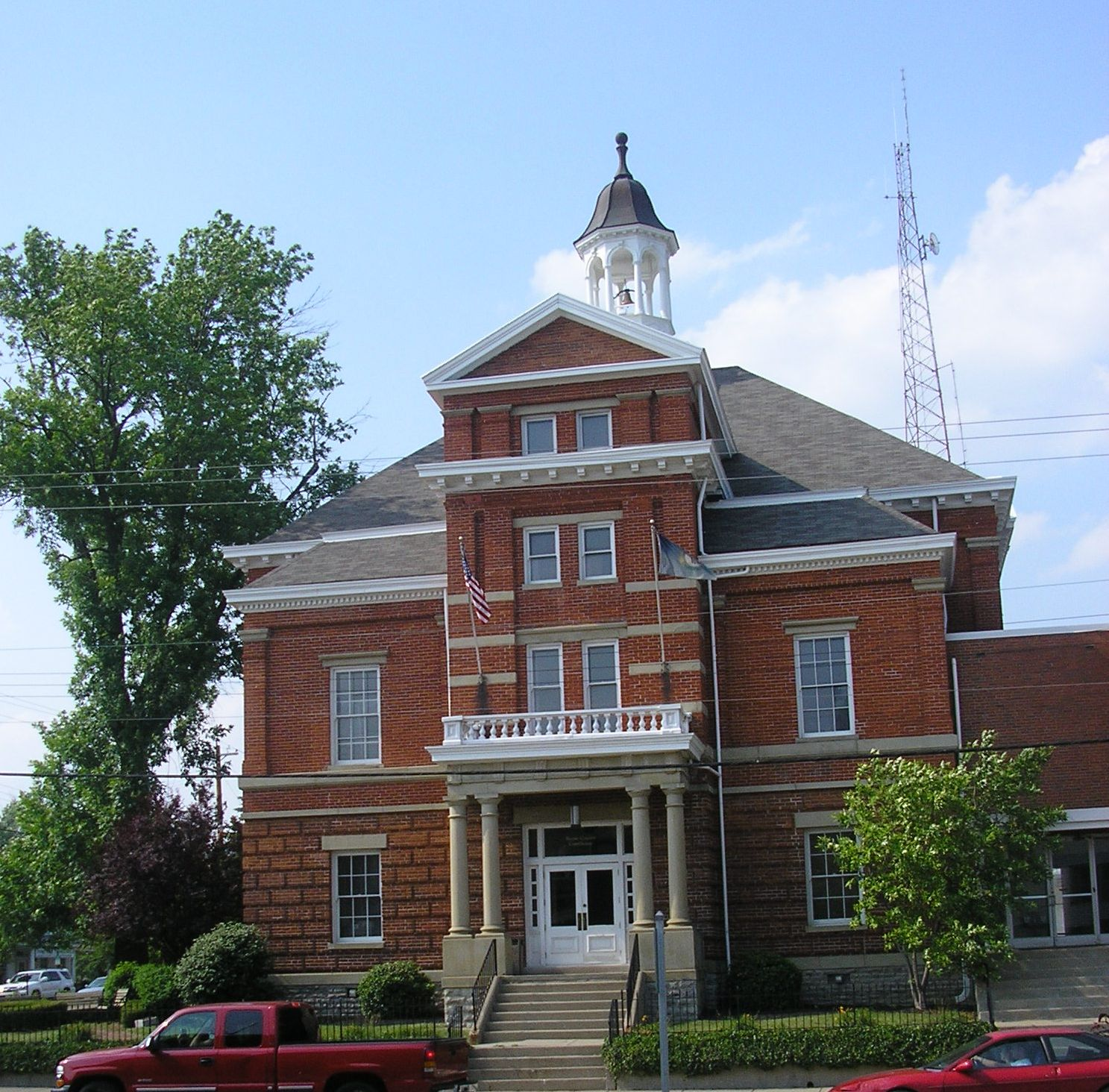
Tribunal de Boone County (Burlington, Kentucky, EE. UU.)

El condado de Boone (en el inglés: Boone County) es un condado situado en el estado de Kentucky de los Estados Unidos. Se formó en 1798. La estimación de población de 2008 fue 115 221. La capital del condado es Burlington. El nombre procede del pionero Daniel Boone. En el condado se encuentra el Aeropuerto Internacional de Cincinnati/Kentucky Norte, que sirve Cincinnati y el área triestatal de Ohio, Kentucky, e Indiana.